# Lithospermum pringlei
Lithospermum pringlei är en strävbladig växtart som beskrevs av Ivan Murray Johnston. Lithospermum pringlei ingår i släktet stenfrön, och familjen strävbladiga växter. Inga underarter finns listade i Catalogue of Life.